# Pedicularis latirostris
Pedicularis latirostris är en snyltrotsväxtart som beskrevs av Tsoong. Pedicularis latirostris ingår i släktet spiror, och familjen snyltrotsväxter. Inga underarter finns listade i Catalogue of Life.